# 48e régiment de marche
Pour les articles homonymes, voir 48e régiment.
Le 48e régiment d'infanterie de marche (ou 48e régiment de marche) est un régiment d'infanterie français, qui a participé à la guerre franco-allemande de 1870.

## Création et différentes dénominations
- 2 novembre 1870 : formation du 48e régiment d'infanterie de marche
- 1er octobre 1871 : fusion dans le 48e régiment d'infanterie de ligne

## Chefs de corps
- 29 octobre 1870 : lieutenant-colonel Koch[1]
- 28 janvier 1871 : lieutenant-colonel Bourrel[2]
- vers mai 1871 : lieutenant-colonel Ulric de Fonvielle[3].

## Historique
Le régiment est formé le 2 novembre 1870 à Angers, à trois bataillons à six compagnies. Il amalgame les 2e et 3e compagnies du 1er régiment de ligne, la 4e compagnie de dépôt du 7e, la 2e compagnie de dépôt du 25e, la 2e compagnie de dépôt du 39e, les 1re et 2e compagnies de dépôt du 41e, la 2e compagnie de dépôt du 42e, la 7e compagnie de dépôt du 55e, la 6e compagnie du 4e bataillon du 62e, les 2e, 3e et 4e compagnies de dépôt du 72e, la 1re compagnie de dépôt du 86e et la 1re compagnie de dépôt du 94e.
Il appartient à la 2e division du 17e corps, formé Vendôme.

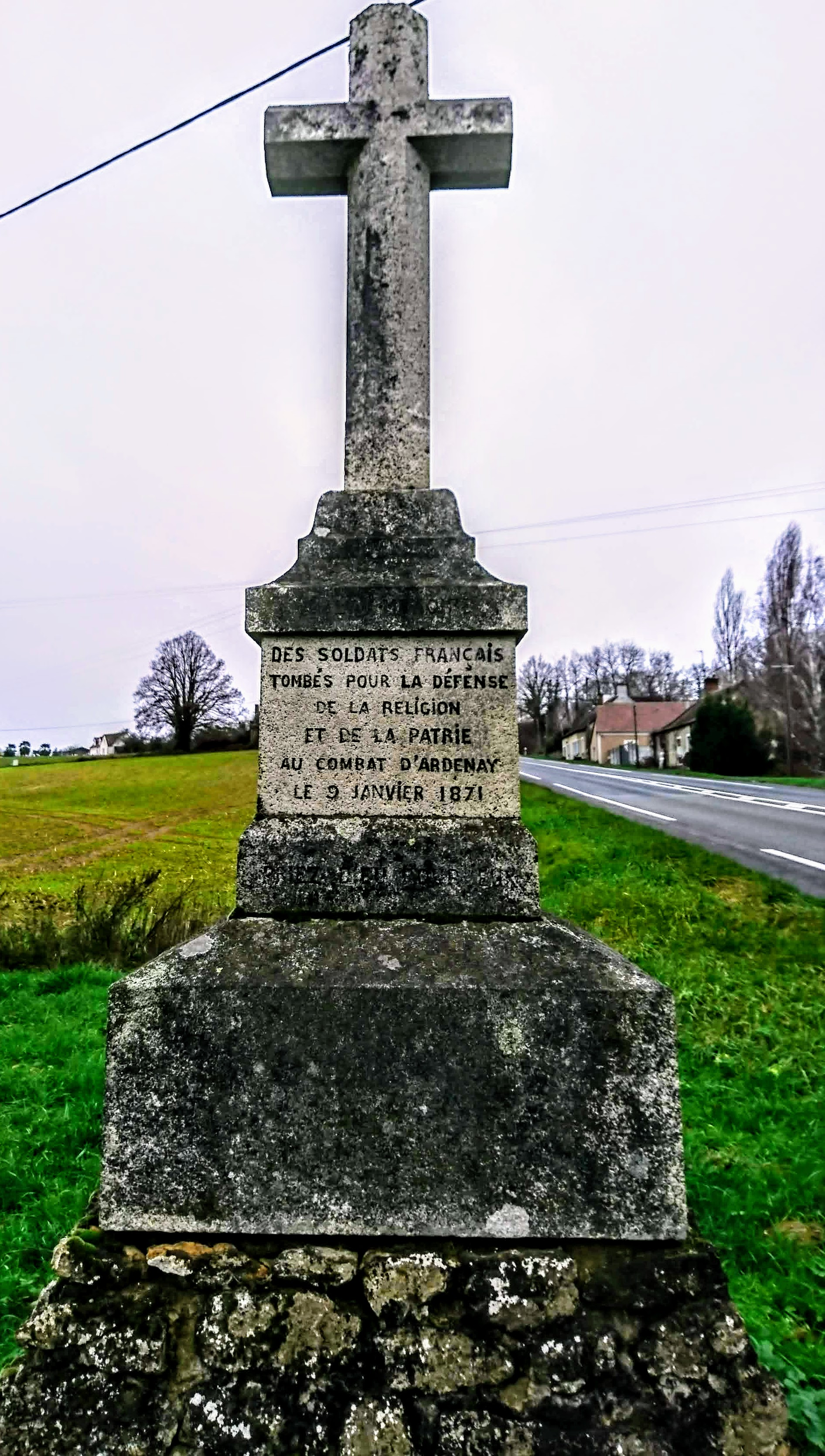
Croix en mémoire des combattants d'Ardenay le 9/1/1871.

Le 17e corps fait partie de l'armée de la Loire. Lors de la bataille au sud de Cravant le 9 décembre 1870, le 48e de marche évite la mise en déroute de la 2e division en se déployant en tirailleurs près d'Origny (Josnes). Le 9 janvier 1871, le 48e de marche se distingue en se déployant autour du château d'Ardenay. La division tient pendant 7 heures face aux Allemands. Le 11 janvier, lors de la bataille du Mans, 25 hommes du 48e déciment une compagnie allemande attaquant la station de chemin de fer d'Auvours, à Yvré-l'Évêque. Mais les troupes du 17e corps sont chassées du plateau d'Auvours et un bataillon du 48e échoue dans sa contre-attaque et ce sont les troupes bretonnes du général Gougeard qui reprennent le plateau.
Après l'arrêt des combats contre les prussiens, le 48e de marche rejoint l'armée de Versailles, rejoignant le 19 mars la 4e division. Les troupes versaillaises sont réorganisées le 6 avril et le régiment est rattaché à la 1re division du 1er corps de la 2e armée. Il participe à la semaine sanglante.
En mai, le 48e de marche fait partie de la 3e division du 2e corps de l'armée de Versailles. Il fusionne le 1er octobre 1871 dans le 48e régiment d'infanterie de ligne.

## Personnalités ayant servi au régiment
- Amédée Delorme, écrivain[27]
- Hector Durville, occultiste[28]
- Ulric de Fonvielle, journaliste[3]